# حوزه هنری انقلاب اسلامی
حوزهٔ هنری انقلاب اسلامی نهادی زیرمجموعهٔ سازمان تبلیغات اسلامی است که از فعالیت‌های هنری و فرهنگی حمایت می‌کند. این نهاد باهدف ترویج و نشر فرهنگ و هنر و حمایت از هنرمندان متعهد در عرصه‌های مختلف هنری، از جمله ادبیات، تئاتر، موسیقی، سینما و تجسمی از دیرباز فعالیت‌های متعددی داشته است.

## تاریخچه
حوزهٔ هنری در حوالی سال ۱۳۵۷ خورشیدی به نام کانون نهضت فرهنگی اسلامی به ابتکار طاهره صفارزاده تأسیس شد و پس از چند ماه به حوزه اندیشه و هنر اسلامی تغییر نام یافت و در ابتدای دههٔ ۱۳۶۰ به سازمان تبلیغات اسلامی پیوست و به حوزه هنری سازمان تبلیغات اسلامی تغییر نام داد.

## فعالان سرشناس
محسن مخملباف، سید مرتضی آوینی، قیصر امین‌پور، فریدون عموزاده خلیلی، امیرحسین فردی، طاهره صفارزاده، ابوالفضل عالی، سید حسن حسینی، محمد کاسبی، رسول ملاقلی پور، فرج‌الله سلحشور، سید علی میرفتاح، حسین خسروجردی، احمد عزیزی، مهرداد اوستا، سپیده کاشانی، سلمان هراتی، محمدعلی معلم دامغانی، یوسفعلی میرشکاک، مسعود فراستی، علی وزیریان، نادر ابراهیمی، عزیزالله زیادی، محمدرضا آقاسی، محمدعلی محمدی (م. ریحان)، حسین ابن آهی، مجید مجیدی، مجید سعیدی سید مهدی شجاعی، امیر فرشاد ابراهیمی، محمدعلی زم، محمدرضا سرشار (رضا رهگذر)، محسن مؤمنی شریف، ساعد باقری، سهیل محمودی و نصرالله مردانی از فعالان سابق این حوزه بوده‌اند.

## ریاست
رئیس کنونی حوزهٔ هنری،محمدمهدی دادمان است که از ۲ تیر ۱۳۹۹ این سمت را عهده دار است. او پیش از این در سفیر فیلم فعالیت می‌کرد. پیش از دادمان، محسن مؤمنی شریف و حسن بنیانیان مدتی رئیس حوزهٔ هنری بود و پیش‌تر، محمدعلی زم این عنوان را داشت. شایان ذکر است که رئیس حوزهٔ هنری توسط ریاست سازمان تبلیغات اسلامی منصوب می‌شود.

## نهادهای زیر مجموعه
دانشگاه سوره، سازمان سینمایی سوره، شرکت سینمایی بهمن سبز، پژوهشگاه فرهنگ و هنر اسلامی، انتشارات سورهٔ مهر، هفته‌نامهٔ مهر، و ماهنامهٔ سوره وابسته به حوزهٔ هنری هستند.
این نهاد در زمینهٔ شاخه‌های هنرهای تجسمی، هنرهای نمایشی، موسیقی، ادبیات، طنز، پویانمایی، سینما، عکاسی و پژوهش و آموزشِ هنر و همچنین هنرکودک و نوجوان فعالیت دارد.
حوزهٔ هنری تمامی استان‌ها نیز تحت نظارت معاونت راهبردی استان‌ها در تمامی رشته‌های هنری فعالیت دارند.